# Gamelan angklung
|  | No s'ha de confondre amb l'instrument indonesi de bambú amb el mateix nom, vegeu Angklung.. |

El gamelan angklung és un dels gèneres més populars de gamelan balinès, que està integrat per vint músics. Està afinat en una escala tetratònica basada en el sistema d'afinació slendro. Aquest gamelan presenta una escenari musical alegre, obert i rítmicament complex, propi del seu repertori tradicional.
Mentre que el gamelan angklung pren el seu nom de l'instrument angklung, fet de bambú i que sona per sacseig, avui dia aquest gènere no s'utilitza en la majoria de composicions per a aquesta formació. Per comptes d'aquest, es fan servir un conjunt de metal·lòfons de bronze i gongs de diverses mides, característics de la majoria de conjunts de gamelan, i que també han passat a ser els components fonamentals i definitoris d'aquest tipus de gamelan. A Bali, un conjunt d'angklung es seguiria anomenant amb el mateix nom de gamelan angklung.
Si bé la instrumentació del gamelan angklung és similar a la del gamelan gong kebyar, té diverses diferències fonamentals: en primer lloc, els instruments estan afinats amb una escala de 5 tons, encara que en realitat la majoria dels conjunts utilitzen quatre dels cinc tons de l'escala interpretada amb instruments amb quatre claus. Una excepció n'és l'angklung de cinc tons del nord de Bali. Però en angklung de quatre tons, de vegades són els flautistes qui de tant en tant toquen el cinquè to. En segon lloc, mentre que molts dels instruments del gong kebyar abasten múltiples octaves de la seva escala pentatònica, els instruments del gamelan angklung només tenen una octava, encara que alguns conjunts de cinc tons en tenen aproximadament una i mitja. Els instruments són considerablement menors que els del gong kebyar.
El gamelan angklung se sent, sovint, en els temples de Bali, on fan l'acompanyament musical als aniversaris del temple. També és característic dels rituals relacionats amb la mort i, per tant, està connectat a la cultura balinesa, al regne espiritual invisible i a les transicions de la vida a la mort i el més enllà. A causa de la seva portabilitat, el gamelan angklung es pot tocar en processó mentre que el fèretre és portat de l'enterrament al cementiri o al lloc de la cremació. Els músics, sovint, toquen música per acompanyar la cerimònia de cremació. D'aquesta manera, molts oients balinesos associen la música de l'angklung amb les emocions fortes que evoquen una combinació de dolçor sagrada i tristesa.